# Zemple (Minnesota)
Pour l’article homonyme, voir Zemple.
Zemple est une ville américaine située dans le Comté d'Itasca, dans le Minnesota. Selon le recensement de 2010, sa population est de 93 habitants.